# Podule
Podule – wieś w Polsce położona w województwie łódzkim, w powiecie łaskim, w gminie Sędziejowice.
W latach 1954-1959 wieś była siedzibą gromady Podule, po jej zniesieniu w gromadzie Sędziejowice. W latach 1975–1998 miejscowość administracyjnie należała do województwa sieradzkiego.
We wsi murowany dwór, z gankiem na filarach, należący przed wywłaszczeniem do rodziny Rzymkowskich. Był wykorzystywany m.in. przez spółdzielnię produkcyjną i na mieszkania dla nauczycieli.